# Max Weber (artista)

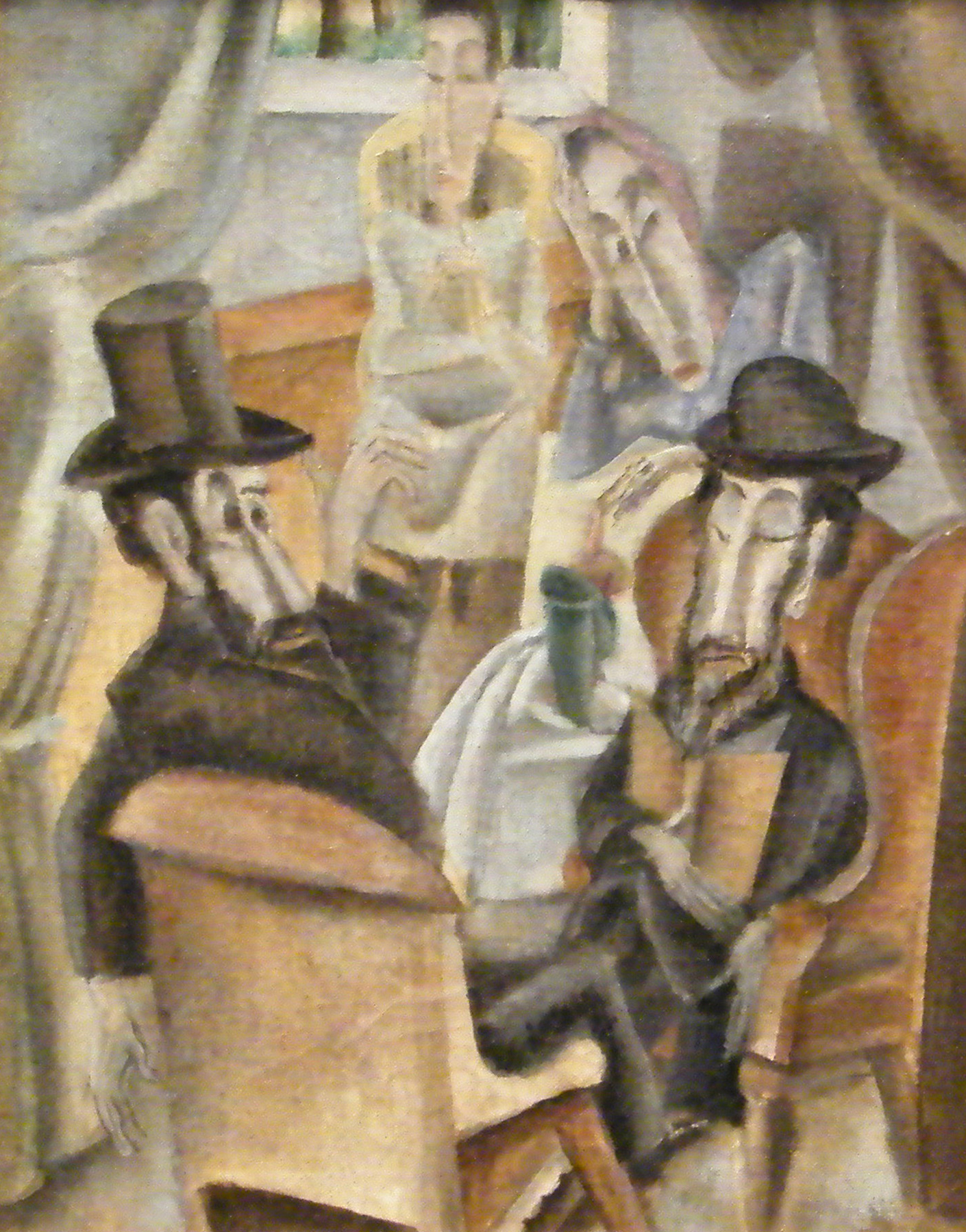
Max Weber, Sabbat, óleo, 1919. Jewish Museum, Nueva York.

Max Weber (Białystok, 18 de abril de 1881 - Great Neck, Nueva York, 4 de octubre de 1961) fue un pintor y poeta estadounidense de origen ruso y judío. 
Su obra estuvo a caballo entre el expresionismo y el cubismo y, más tarde, la abstracción. Estudió en el Pratt Institute de Brooklyn y en París (1905-1908), donde recibió la influencia de Cézanne, así como del fauvismo -estudió con Matisse-. Más tarde recibió la influencia del cubismo y de Picasso y Braque. También mostró interés por el arte primitivo y oriental. Sus primeras obras fueron de signo cubista y expresionista (Restaurante chino, 1915, Museo Whitney de Arte Americano, Nueva York), evolucionando desde 1917 hacia la abstracción, destacando por el colorido brillante, las distorsiones violentas y un fuerte tono emocional. Entre sus libros destacan Poemas cubistas (Cubist Poems, 1914) y la autobiografía Max Weber (1945).